# Atletism la Jocurile Olimpice de vară din 2016 - Săritura în lungime (feminin)
Proba feminină de săritură în lungime de la Jocurile Olimpice de vară din 2016 a avut loc în perioada 16–17 august la Stadionul Olimpic.

## Formatul competiției
Competiția a avut două etape: una de calificare și finala. În calificări, fiecare atletă a avut dreptul la trei sărituri. Atletele care au trecut peste baremul de calificare s-au calificat direct în finală. Dacă se calificau mai puțin de 12 atlete, tabelul finalei se completa până se ajungea la 12. Pentru finală fiecare atletă a avut dreptul la trei sărituri, după care primele opt clasate au avut dreptul la încă trei sărituri.

## Recorduri
Înaintea acestei competiții, recordurile mondiale și olimpice erau următoarele:
| Record           | Atlet                      | Rezultat | Loc                 | Data               |
| ---------------- | -------------------------- | -------- | ------------------- | ------------------ |
| Recordul mondial | Galina Cisteakova (URS)    | 7,52 m   | Leningrad, URSS     | 11 iunie 1988      |
| Recordul olimpic | Jackie Joyner-Kersee (USA) | 7,40 m   | Seul, Coreea de Sud | 29 septembrie 1988 |

## Rezultate

### Calificări
Baremul de calificare: 6,75 m (C) sau printre primele 12 săritoare (c)
| Loc | Grupa | Nume                | Țară                       | #1   | #2   | #3   | Rezultat | Note |
| --- | ----- | ------------------- | -------------------------- | ---- | ---- | ---- | -------- | ---- |
| 1   | A     | Ivana Španović      | Serbia                     | 6.87 |      |      | 6.87     | (C)  |
| 2   | A     | Malaika Mihambo     | Germania                   | 6.63 | 6.82 |      | 6.82     | (C)  |
| 3   | B     | Brittney Reese      | Statele Unite ale Americii | 6.78 |      |      | 6.78     | (C)  |
| 4   | B     | Ksenija Balta       | Estonia                    | 6.13 | 6.71 | –    | 6.71     | (c)  |
| 5   | A     | Tianna Bartoletta   | Statele Unite ale Americii | 6.44 | 6.70 | 6.61 | 6.70     | (c)  |
| 6   | B     | Ese Brume           | Nigeria                    | 6.32 | 6.67 | 6.49 | 6.67     | (c)  |
| 7   | A     | Lorraine Ugen       | Marea Britanie             | 6.44 | 6.58 | 6.65 | 6.65     | (c)  |
| 8   | A     | Daria Klișina       | Rusia                      | 6.64 | x    | x    | 6.64     | (c)  |
| 9   | B     | Brooke Stratton     | Australia                  | 6.40 | 6.46 | 6.56 | 6.56     | (c)  |
| 10  | A     | Marîna Beh          | Ucraina                    | 6.49 | 6.47 | 6.55 | 6.55     | (c)  |
| 11  | A     | Sosthene Moguenara  | Germania                   | 6.46 | x    | 6.55 | 6.55     | (c)  |
| 12  | B     | Jazmin Sawyers      | Marea Britanie             | 6.49 | 6.36 | 6.53 | 6.53     | (c)  |
| 13  | B     | Janay Deloach       | Statele Unite ale Americii | 6.45 | 6.50 | 6.46 | 6.50     |      |
| 14  | A     | Karin Mey Melis     | Turcia                     | 6.49 | 6.43 | 6.40 | 6.49     |      |
| 15  | B     | Jana Veldakova      | Slovacia                   | 6.45 | 6.48 | 6.29 | 6.48     |      |
| 16  | A     | Bianca Stuart       | Bahamas                    | 6.45 | 5.40 | 6.39 | 6.45     |      |
| 17  | A     | Chelsea Jaensch     | Australia                  | 6.20 | 6.35 | 6.41 | 6.41     |      |
| 18  | A     | Alina Rotaru        | România                    | 6.40 | x    | 6.38 | 6.40     |      |
| 19  | B     | Anna Kornuta        | Ucraina                    | x    | 6.34 | 6.37 | 6.37     |      |
| 20  | A     | Christabel Nettey   | Canada                     | 6.05 | 6.32 | 6.37 | 6.37     |      |
| 21  | B     | Shara Proctor       | Marea Britanie             | 6.36 | 6.34 | 6.30 | 6.36     |      |
| 22  | B     | Juliet Itoya        | Spania                     | 6.35 | x    | 5.69 | 6.35     |      |
| 23  | B     | Eliane Martins      | Brazilia                   | 6.33 | 6.24 | 6.30 | 6.33     |      |
| 24  | A     | Concepción Montaner | Spania                     | 6.23 | 6.23 | 6.32 | 6.32     |      |
| 25  | A     | Volha Sudarava      | Belarus                    | 6.29 | x    | x    | 6.29     |      |
| 26  | B     | Maria Natalia Londa | Indonezia                  | 6.21 | 6.29 | 6.29 | 6.29     |      |
| 27  | B     | Khaddi Sagnia       | Suedia                     | 6.04 | 6.25 | x    | 6.25     |      |
| 28  | B     | Marestella Sunang   | Filipine                   | 6.22 | 6.10 | 6.15 | 6.22     |      |
| 29  | A     | Yuliya Tarasova     | Uzbekistan                 | x    | 6.10 | 6.16 | 6.16     |      |
| 30  | B     | Yvonne Treviño      | Mexic                      | x    | 6.16 | x    | 6.16     |      |
| 31  | A     | Anna Lunyova        | Ucraina                    | 6.12 | 6.15 | 6.14 | 6.15     |      |
| 32  | A     | Haido Alexouli      | Grecia                     | 6.07 | x    | 6.13 | 6.13     |      |
| 33  | B     | Lynique Prinsloo    | Africa de Sud              | 5.96 | x    | 6.10 | 6.10     |      |
| 34  | B     | Alexandra Wester    | Germania                   | 5.98 | x    | x    | 5.98     |      |
| 35  | A     | Amaliya Sharoyan    | Armenia                    | 5.58 | x    | 5.95 | 5.95     |      |
| 36  | B     | María del Mar Jover | Spania                     | x    | 5.82 | 5.90 | 5.90     |      |
| 37  | B     | Konomi Kai          | Japonia                    | x    | x    | 5.87 | 5.87     |      |
| 38  | A     | Keila Costa         | Brazilia                   | 5.86 | 5.73 | 5.79 | 5.86     |      |

### Finala
| Loc | Nume               | Țară                       | #1   | #2   | #3   | #4                    | #5                    | #6                    | Rezultat    | Note |
| --- | ------------------ | -------------------------- | ---- | ---- | ---- | --------------------- | --------------------- | --------------------- | ----------- | ---- |
| 1   | Tianna Bartoletta  | Statele Unite ale Americii | x    | 6.94 | 6.95 | 6.74                  | 7.17                  | 7.13                  | 7.17        | (PB) |
| 2   | Brittney Reese     | Statele Unite ale Americii | x    | 6.79 | x    | x                     | 7.09                  | 7.15                  | 7.15        |      |
| 3   | Ivana Španović     | Serbia                     | 6.95 | x    | x    | 6.91                  | 7.08                  | 7.05                  | 7.08        | (RN) |
| 4   | Malaika Mihambo    | Germania                   | 6.83 | x    | x    | 6.58                  | 6.95                  | 6.79                  | 6.95        | (PB) |
| 5   | Ese Brume          | Nigeria                    | 6.73 | 6.34 | 6.71 | 5.96                  | 6.81                  | x                     | 6.81        |      |
| 6   | Ksenija Balta      | Estonia                    | 6.71 | x    | 6.79 | 6.71                  | x                     | 6.62                  | 6.79        | (SB) |
| 7   | Brooke Stratton    | Australia                  | x    | 6.69 | 6.64 | 6.74                  | 6.64                  | 6.53                  | 6.74        |      |
| 8   | Jazmin Sawyers     | Marea Britanie             | 6.55 | 6.69 | 6.57 | 6.53                  | x                     | x                     | 6.69        |      |
| 9   | Daria Klișina      | Rusia                      | 6.63 | 6.60 | 6.53 | Nu a mers mai departe | Nu a mers mai departe | Nu a mers mai departe | 6.63        |      |
| 10  | Sosthene Moguenara | Germania                   | 6.61 | x    | 6.46 | Nu a mers mai departe | Nu a mers mai departe | Nu a mers mai departe | 6.61        |      |
| 11  | Lorraine Ugen      | Marea Britanie             | 6.56 | x    | 6.58 | Nu a mers mai departe | Nu a mers mai departe | Nu a mers mai departe | 6.58        |      |
| –   | Marîna Beh         | Ucraina                    | x    | x    | x    | Nu a mers mai departe | Nu a mers mai departe | Nu a mers mai departe | fără notare |      |

## Legendă
RA Record african | AM Record american | AS Record asiatic | RE Record european | OCRecord oceanic | RO Record olimpic | RM Record mondial | RN Record național | SA Record sud-american | RC Record al competiției | DNF Nu a terminat | DNS Nu a luat startul | DS Descalificare | EL Cea mai bună performanță europeană a anului | PB Record personal | SB Cea mai bună performanță a sezonului | WL Cea mai bună performanță mondială a anului